# 아드리아해 전역 (제2차 세계 대전)
아드리아해 전역은 그리스 왕국, 유고슬라비아 파르티잔, 영국, 프랑스의 해군이 이탈리아 왕국 및 나치 독일의 해군과 아드리아해에서 싸운 해상 전역이다. 2차 세계 대전에서 그다지 큰 비중을 차지하지 않는 전역으로, 달마티아 지방의 해안가가 주요 전장이었다. 이탈리아 왕국이 알바니아를 침공한 이후, 베니토 무솔리니는 그리스 왕국과 전쟁을 벌였으나 이탈리아는 참패하게 된다. 이후 1940년 이탈리아 왕국을 도와 독일이 발칸반도에 개입하게 되고, 유고슬라비아 왕국이 독일-이탈리아 연합군에게 붕괴되면서, 아드리아해는 추축국의 지배 하에 놓였다. 그러나, 1943년부터 반격을 시작한 연합군은 이탈리아 왕국을 연합국으로 전환시켰고, 1944년부터 아드리아 해에 대한 주도권을 되찾게 된다.

## 이탈리아의 전투

### 그리스-이탈리아 전쟁
그리스-이탈리아 전쟁은 1940년 10월 28일부터 1941년 4월 30일까지 지속된 전쟁이었다. 이탈리아군은 그리스를 침공해서 약간의 소득을 얻었다. 이탈리아군의 침공으로 인해 적대감이 생긴 그리스 왕국군은 낡은 해군을 동원하여 에게해를 방어해야 했다. 에게 해는 양측 군대에게 기동성을 확보해줄 수 있는 곳이었지만, 이탈리아 공군과 잠수함에게 그리스 해군이 위협받을 수도 있는 곳이었다. 그 이유는 1차 세계 대전 이후 오스만 제국으로부터 이탈리아 왕국이 양도 받은 도데카네스 제도에 해군 기지가 있었기 때문이다. 이러한 불리한 상황에도 불구하고, 그리스 왕국군은 오트란토 해협에서 이탈리아 해군을 상대로 제한적인 공세를 가했다. 군함들이 대담하고 실질적인 야간 공세를 3차례 개시하여 이탈리아 해군에게 패배를 안겼다. 이러한 승리의 계기에는 그리스 해군의 잠수함이 큰 역할을 했다. 이탈리아의 입장에서는 영국군의 타란토 공습 이후에도 해군 작전을 지속적으로 시행할 수 있었고, 그리스 왕국과 이탈리아 왕국 사이의 알바니아를 보호하는 작전을 수행할 수 있었다.

### 유고슬라비아 침공
독일과 이탈리아 왕국은 1941년 4월 6일에 유고슬라비아 왕국을 공격하였고, 유고슬라비아 해군은 사용 가능한 3대의 구축함과 2대의 잠수함, 그리고 10대의 고속 어뢰정이 있었다. 유고슬라비아 해군의 1척만 침공 당시 방어용으로 쓰였고, 나머지는 해안가나 지역 방어에만 이용되었다. 코토르는 알바니아와 매우 가까웠고 그리스 왕국과의 접경 지대로부터 멀지 않았다. 낡은 4대의 어뢰정과 6대의 고속 어뢰정은 자라로부터 남쪽의 80km 떨어진 시베니크에 배치되었다. 이들은 제 12사단과 함께 협력해서 폭격기의 지원 하에 유고슬라비아 육군의 벤코바크 공격을 도우려 했다. 유고슬라비아 군은 4월 9일 공격을 개시했으나, 비토리오 암브로시오 장군 휘하의 이탈리아 군대가 4월 14일 반격을 개시했다. 베오그라드 일대가 시베니크로부터 출발한 이탈리아 공군에 의해 타격을 입는 동안 해군 또한 피해를 입어 코토르로 돌아가야 했다. 왕립 유고슬라비아 공군의 해상 전투기는 정찰을 하며 적을 공격하는 임무를 맡았고 자라 공세에서의 반격을 위한 엄호 작전도 펼쳐야 했다. 이들은 이탈리아 바리 해안가의 전차를 격파하는 등 전과를 올리기도 했으며 알바니아의 두러스에 대한 공격 및 이탈리아 보급선 격침도 성공했다. 그러나 전반적인 결과는 유고슬라비아 왕국군의 참패로 끝났으며 유고슬라비아는 이탈리아 왕국, 독일, 불가리아 왕국 등에 의해 분할, 점령 당해야 했다.

### 파르티잔의 해군 창설
침공 후 이탈리아 왕국은 아드리아 해 동부 연안을 달마티아 대부분으 병합함으로써 안정적으로 다스릴 수 있게 되었다. 달마티아는 크로아티아 독립국 외곽의 이탈리아 왕국군 점령 지역과 이탈리아 왕국의 괴뢰 정권인 몬테네그로 왕국, 알바니아 왕국에 의해 운영되었다. 유고슬라비아 파르티잔의 해군은 1942년 9월 19일에 창립되었고, 이들 대부분이 독일 해군 및 이탈리아 해군과 대적할 수 있는 어선 부대로 구성되었다. 이는 유고슬라비아 해군의 시초로 평가받고 있다. 이 해군은 9대에서 10대 정도의 무장선, 30대의 순찰선, 약 200대의 보충선, 6대의 해안 경비선, 그리고 해안 경비병 3,000명 정도가 있었다. 1943년 9월 8일, 연합군의 이탈리아 침공 이후 파르티잔들은 대부분의 해안과 도서 지역을 탈환했다. 1943년 10월 26일 유고슬라비아 파르티잔 해군은 4개의 해안 방위군을 창설한다(후일 6개가 된다.)

## 독일의 전투

### OZAK 작전
1943년 9월 이탈리아 왕국이 연합국으로 전환하자 독일은 베니토 무솔리니를 탈출시킨 후, 살로 공화국을 건설하면서 연합군에 대항했다. 아드리아 해에서의 첫번째 움직임에서 독일군은 북부 아드리아 항구인 트리에스테와 폴라를 점령하기 위해 돌격했고, 9월 10일 트리에스테에 본부를 둔 OZAK (아드리아 해 점령 작전)을 수립했다. 이 작전은 프리울리, 고르지아, 폴라, 리예카, 루비아나, 트리에스테 지역으로 구성되었다. 연합군의 상륙이 예상되었기 때문에 이들은 1944년 10월 28일 게브리그스트루페 루드윅 퀼베가 이끄는 BOAK 부대를 창설했고, 1944년 10월 28일 이 부대는 17 무장부대로 변경되었다. 곧 해군 부대 또한 형성되었다.

### 독일 해군의 활동

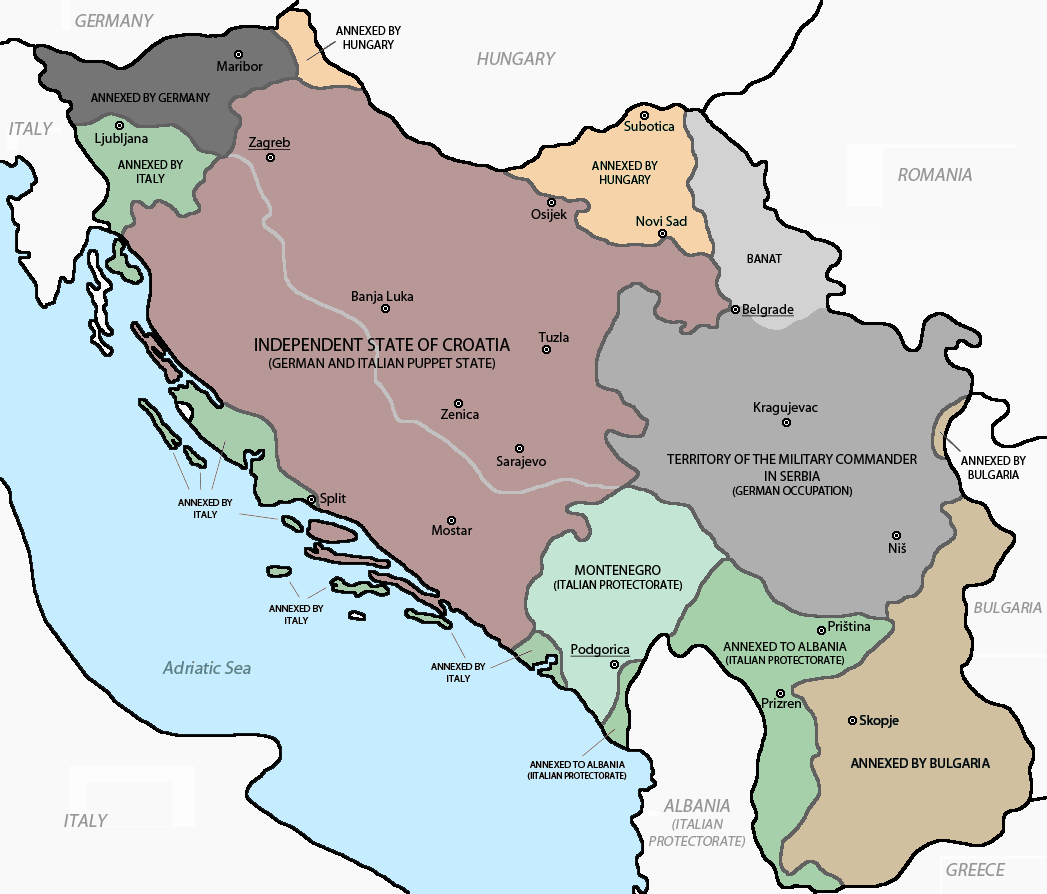
1941년 유고슬라비아 영토 분할을 보여주는 지도로 독일과 이탈리아 왕국이 많은 영토를 차지했다.

독일 해군 부제독 요아힘 리에츠만은 아드리아 해군 총사령관직을 맡았다. 초기에 작전은 플뤼에에서 발로아까지만 이루어졌으며 이탈리아 해군을 돕기 위한 보조 작전과 이탈리아를 위한 독일 관할 구역인 서부 해안에서의 적군 소탕이 주요 임무였다. 이탈리아 사회주의 공화국과 크로아티아 독립국 사이의 국경에서 F (발칸) 군단과 E 군단은 서로 협조하고 있었다. 곧 리에츠만은 작전 구역을 트리아멘토 강까지 넓혀줄 것을 요구했는데 이 선은 이탈리아 사회주의 공화국과 OZAK 구역 사이의 경계선이었다. 첫 작전들 중 하나는 헤르츠게위터 작전으로, 이 작전은 독일군이 달마티아 해역에 있는 군도를 점령하기 위해 시행되었다. 작전은 유고슬라비아 파르티잔에 의해 실패로 돌아갔다. 그럼에도 불구하고 1943년 독일군은 이탈리아를 거쳐 달마티아를 점령했다. 1944년 여름에 연합군은 독일의 점령 구역으로부터 도망친 시민의 탈출을 도왔다. 이들은 이집트의 알 샤트로 이동되어 보호받는다.

### 비스섬 전투
1944년 당시, 비스섬만이 점령당하지 못한 구역으로, 후일 독일 침공에 대한 방어 기지로 삼게 되었다. 섬 대부분은 분지로, 발칸 공군의 스핏파이어 4대가 공군 전력이었다. 서부는 코미차 항이 있는 곳으로 비스 항과 인접해 있었으며, 두 항은 잘 포장된 도로로 이어졌다. 비스섬은 2차 대전이 끝날 때까지 연합군의 손아귀에 있는 유고슬라비아의 몇 안되는 섬 중 하나였다. 이 섬은 방어에 유리했는데 섬의 주요 부분이 언덕이었기 때문이었다. 1944년 당시 티토의 사령부와 영국군 1,000명은 비스섬으로 이동하였다. 영국군은 조지 달리 준장의 지휘 하에 2 특수 여단의 40 해병군단과 43 해병 군단으로 구성되어 있었다. 51 하일랜드 보병사단을 비롯한 지원 부대도 이 섬에 주둔하게 되었다. 비스 섬은 1944년 베오그라드 공세 시기까지 유고슬라비아의 정치·군사적 요충지로 기능하였다. 캐나다 대령이었던 토마스 G. 풀러는 61 MGB 소함선의 사령부를 맡았다. 비스섬으로부터의 작전 동안 그는 독일 공급선을 약탈하는 유고슬라비아 파르티잔을 지원했고 13척의 독일군 배를 격침시키거나 잡았다.

## 연합군의 반격

### 달마티아 탈환

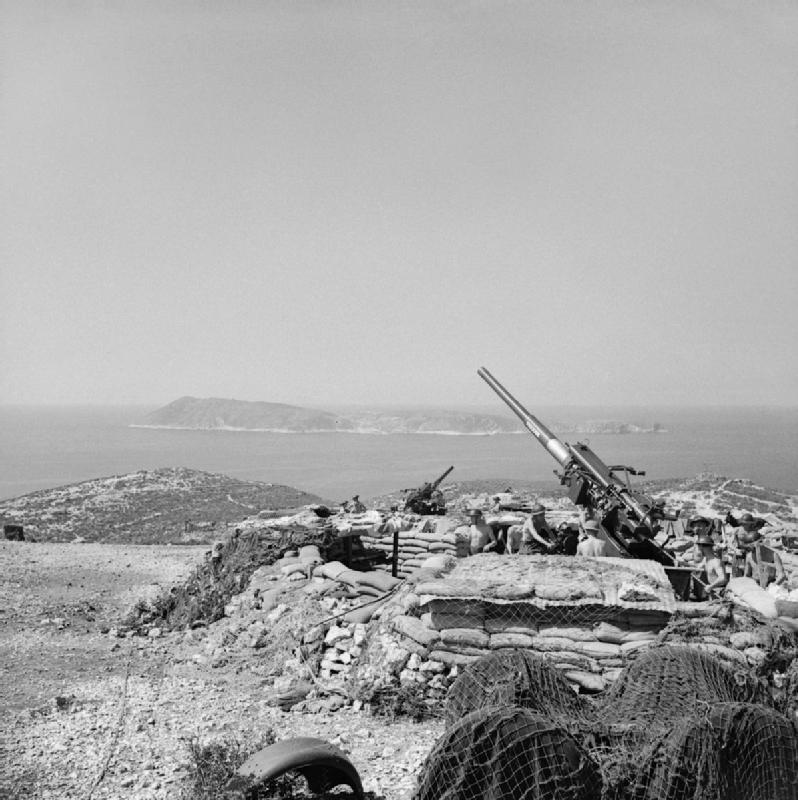
유고슬라비아에 주둔한 영국군의 포대를 찍은 사진으로, 이 사진은 1944년 것이다. 유고슬라비아 파르티잔을 도와준 세력에는 영국과 소련이 있는데 이들 중 오랫동안 실질적으로 도움을 준 국가는 영국이었다.

아드리아 해에서 작전을 수행 중이던 중동의 영국 해군은 F.O.T.A.L.T의 지휘 하에 있었다. 모든 해군은 타란토에서 지휘를 받고 있었고, 해안 공격 작전과의 긴밀한 협조를 수행했다. 유고슬라비아군은 영국 해군 부대를 물자와 인력을 수송하는 데에 사용했지만 달마티아를 독일군으로부터 해방시키는 데 도움을 받고자 했다. 비스섬에서 유고슬라비아 군은 디테인드, 엔도먼트, 퍼리어, 플라운스드와 같은 달마티아 탈환 상륙 작전을 시도 했다. 1944년 초반에는 경순양함을 겸비한 자유 프랑스 10군단도 합류했고, 이스트 전투에서 뛰어난 격침 실력을 보여주었다. 1944년 2월 29일 독일 함선이 이스트 해역으로 갈 때 자유 프랑스 해군이 이들을 공격하였는데 놀랍게도 독일군은 큰 피해를 입었으나 자유 프랑스군은 배를 1척도 잃지 않았다.
1944년 중반에 영국 해군은 아드리아 해에 경순양함 부대를 파견했다. 1944년 11월 1일에 아드리아 해 전역 중 가장 큰 해상 전투가 발발했다. 헌트급 순양함 2척이 아드리아 해의 루시노 남쪽으로 향하고 있었는데, 그날 저녁 독일 해군의 UJ-202과 UJ-208이 그들 시야에 들어왔다. 영국 해군은 폼폼 포와 칼리브레 총을 쏘며 이들을 공격했다. 영국 해군은 이들을 순회하며 공격했고, 10분 후 살로 공화국 해군이 이들을 구원하기 위해 어뢰정을 보냈다. 영국군은 이러한 상황에도 불구하고 이들 함선들을 격침했다. 이러한 전투 외에도 독일군은 트리에스테와 플뤼에 인근에서 해상 작전을 펼쳐 나갔다. 슈카르다섬 근처에서 영국군 HMS 알덴헴이 독일군에 의해 파괴되었는데, 이 배는 2차 대전 중 독일군이 마지막으로 격침한 영국 해군의 경순양함이었다. 북아드리아 해는 마지막 2년 동안 독일군이 설치한 지뢰로 항구와 운하가 운용 불가능하게 되었다.

### 연합군의 상륙 시도
프랑스의 초기 장군이었던 막심 베이강은 테살로니키 지방에 상륙하고자 했다. 영국군에 의해 이 작전은 버려졌으나 후에 상륙 선택은 윈스턴 처칠에 의해 지지받는다. 루블랴냐 포위 전략은 궁극적으로 미국 측의 거절그리고 회의로 인해 기만이 될 수도 있음이 입증되었다. 그럼에도 불구하고, 영국군은 몇몇 달마티아와 이스트리아로의 상륙 작전을 위한 준비를 하고, 더 웅대한 계획인 젤리그나이트 작전을 검토한다. 미국의 반대에 직면하자 영국군은 제다 지방으로 항공 부대를 보내는 페어팩스 작전을 시도했지만 유고슬라비아의 방해로 이러한 시도는 실패한다. 그럼에도 불구하고 히틀러가 아드리아 해 북부에서 연합군의 상륙을 기다리고 있었기 때문에 기만 작전은 성공하게 된다. 연합군은 상륙 작전을 시행하는 대신, 티토에게 항공 지원 및 물자 지원을 하는 것으로 작전을 변경한다. 영국군의 가장 큰 작전은 안타고니즈 작전으로 1944년 12월에 시행되기로 되어있었다. 이 작전의 목적은 루시노섬을 탈환하여 아드리아 해의 독일 해군을 궤멸시키는 것이었다. 그러나 유고슬라비아 파르티잔 해군 총사령관이었던 요세프 시르니가 그의 군대를 상륙 작전에 제공하지 않음으로써 이 작전도 부분적으로 시행되었다. 대신 순양함과 MTB 및 남아프리카 연방 공군이 동원된 해군 기지 공격이 이어졌다. 공격이 독일군의 활동을 막는 데 비효율적인 것이 입증되자 그들은 1945년 초반까지 이러한 행동을 반복할 수 밖에 없었다.

### 마지막 전투
1944년 10월 당시, 독일군은 5대의 경순양함과 콜베트함 3척을 가지고 있었다. 1945년 1월 1일 당시 독일 경순양함 4대만이 운용가능하였고, 4월 1일이 되면 TA43, TA45, UJ206만이 실전에 투입될 수 있었다. 연합군 항공기가 항구에서 이들을 폭격하여 격침시키고, 영국군 MBT가 TA45를 어뢰로 격침시켰기 때문이다. 독일군이 사용할 수 있는 항구도 크로아티아 독립국과 살로 공화국의 항구로 줄어들었다. 반면 연합군은 1944년 12월 그리스에 상륙해 그리스 왕정을 복고시켰고,알바니아, 이탈리아 왕국, 그리고 중부 및 남부 유고슬라비아의 항구를 사용할 수 있었다. 또한 베오그라드 공세 이후 소련군도 아드리아 해 연안에 군사를 배치할 기반을 마련했다.
독일 해군의 마지막 전투는 유고슬라비아가 진입하기 전까지 트리에스테와 이스트리아의 독일군을 본국으로 송환시키는 임무였다. 26척의 배에 4천 명의 독일군이 탔는데 이 때 이들의 출발지는 타그리멘토 강 입구였다. 독일군은 유고슬라비아 군대를 피해 트리에스테르를 탈출했고, 이들은 영국군 MBT로 인해 철수가 지연되었다. 뉴질랜드 군단이 이들보다 열세였지만, 독일군은 1945년 5월 4일, 아드리아 해를 포기하고 연합군에 항복했다. 나머지는 이미 영국군에게 5월 2일 항복한 상황이었다. 영국군의 자료에는 30척의 보트가 있었다고 기술했지만, 정확한 수는 언급되지 않았다.